# Robert Braber
Robert Braber (Rotterdam, 9 novembre 1982) è un ex calciatore olandese, di ruolo centrocampista.

## Palmarès

### Club

#### Competizioni nazionali
- Eerste Divisie: 1

RKC Waalwijk: 2010-2011